# 曹在顯
曹在顯（羅馬化：Cho Jae-Hyun；1965年6月30日—），韓國男演員。1989年KBS第13期公開徵選演員出身。
2018年2月24日，由於陷入性騷擾疑雲，曹在顯發表道歉聲明並從正在播出的電視劇《Cross》下車，同時宣布從演藝圈隱退。此後曹在顯停止一切工作，搬到首爾以外的地方獨居，與家人斷絕聯絡。

## 演出作品

### 電視劇
| - 1989年：KBS《愛情花盛開的樹》 - 1990年：KBS《棗樹上掛的愛》 - 1990年：KBS《野望的歲月》 - 1992年：KBS《三國記》飾演 豐王 扶餘豐 - 1993年：KBS《在悲傷中的快樂》 - 1993年：SBS《愛情與友情》 - 1993年：SBS《女人的鏡子》 - 1993年：MBC《女人的男人》 - 1994年：KBS《正走在去找你的路上》 - 1995年：KBS《愛上敵人》 - 1995年：SBS《玉兒姨母》 - 1995年：KBS《金九》飾演 張俊河 - 1995年：KBS《燦爛的黎明》飾演 朝鮮高宗 - 1996年：SBS《盜賊》 - 1997年：MBC《山》 - 1997年：KBS《熱戀》 - 1998年：KBS《野望的傳說》飾演 馬達秀 - 1998年：KBS《像風一樣像海浪一樣》 - 1999年：MBC《你是唯一》 - 1999年：SBS《Happy Together》飾演 趙畢斗 - 1999年：SBS《Queen》 - 1999年：MBC《菊熙》 - 1999年：KBS《學校2》飾演 國文老師 曹在顯（25集～） | - 1999年：KBS《請相愛》 - 2000年：SBS《茱麗葉的男朋友》飾演 申福奎 - 2000年：SBS《菜鳥》飾演 許張碩 - 2000年：KBS《學校3》飾演 國文老師 曹在顯（～16集） - 2001年：SBS《鋼琴》飾演 韓億冠 - 2003年：MBC《雪人》飾演 韓必勝 - 2003年：MBC《茶母》飾演 張日順（特別演出 第2集） - 2004年：MBC《說你愛我》飾演 曹在顯 (本人)（特別演出 第1、2集） - 2005年：SBS《香港特急》飾演 姜民修 - 2005年：MBC《春日的微笑》飾演 任大凡 - 2007年：MBC《New Heart》飾演 崔強國 - 2008年：SBS《食客》飾演 朝鮮純宗（特別演出 第1集） - 2011年：MBC《階伯》飾演 義慈王（8集～） - 2012年：JTBC《症候群》飾演 車泰振 - 2012年：KBS《需要仙女》（客串 第63集） - 2013年：MBC《醜聞：極具衝擊性與不道德的事件》飾演 河明根 - 2014年：KBS《鄭道傳》飾演 鄭道傳 - 2014年：SBS《Punch》飾演 李泰俊 - 2015年：KBS《Assembly》飾演 金東植（特別演出 第1集） - 2016年：KBS《Master－麵條之神》飾演 金吉道 - 2016年：JTBC《所羅門的偽證》飾演 韓慶文 - 2017年：SBS《悄悄話》飾演 李泰俊（特別演出 第17集） - 2018年：tvN《Cross》飾演 高正勳（～12集） |

### 電影
| - 1988年：《我愛你》 - 1989年：《賣春2》 - 1990年：《男子市場》 - 1991年：《青春肖像》 - 1992年：《用心中的刀砍去那悲傷》 - 1995年：《永遠的帝國》 - 1996年：《Karuna》 - 1996年：《鱷魚藏屍日記》（原名：鱷魚） - 1997年：《野獸之都》（原名：野生動物保護區域） - 1997年：《我身體裡吹動的風》 - 1998年：《女孩們的晚餐》 - 1999年：《無法無天》（原名：The Face） - 2000年：《追訪有情人》（原名：Interview） - 2000年：《漂流慾室》（原名：島） - 2001年：《Prison World Cup》 - 2001年：《打回頭的情書》（原名：收取人不明） - 2002年：《壞小子》 - 2003年：《清風明月》 | - 2004年：《木浦黑幫天堂》（原名：木浦是港口） - 2004年：《孟父三遷之教》 - 2004年：《緣份的天梯》（原名：神父教育） - 2006年：《羅曼史》 - 2006年：《韓半島風雲》（原名：韓半島） - 2007年：《千年鶴》 - 2008年：《作別》（預告片旁白） - 2009年：《海洋男孩》 - 2009年：《執刑者的告白》（原名：執行者） - 2010年：《The Influence》 - 2011年：《泡菜拳霸》（原名：The Kick） - 2013年：《山鷹之歌》 - 2013年：《莫比烏斯》 - 2013年：《The Weight》 - 2014年：《逆鱗：刺王危城》（原名：逆鱗） - 2015年：《巴黎的韓國男人》 - 2016年：《鳳伊 金先達》 - 2016年：《我獨自休假》（編劇、導演、特別出演） |

### 綜藝節目
- 2015年：SBS《拜託爸爸》（2015.02.20～2015.02.21、2015.03.21～2015.11.01）（第31集 (2015.10.18) 未出場）
- 2016年：SBS《Scene Stealer－電視劇遊戲》（中秋特輯 (2016.09.16)）
- 2016年：SBS《Running Man》（第319集 (2016.10.02)）
- 2018年：tvN《人生酒館》（第56集 (2018.02.01)）

### 話劇
- 《三輪車》1989年
- 《合同》1989年、2004年
- 《回頭看向憤怒的臉》1990年
- 《一個簡短的愛》1990年
- 《戀馬狂》1991年、2004年、2009年、2015年
- 《變形記》1994年
- 《自行車》1994年
- 《好小子》1994年
- 《魚人》1999年
- 《卡門》2001年
- 《慶淑，慶淑的父親》2007年
- 《風中的蒲公英》2008年、2009年、2011年、2014年
- 《他和她的星期四》2012年、2013年、2014年
- 《黑鳥》2016年

### MV
- 2002年：Position《最後的約定》（與高洙、金荷娜）
- 2006年：4Men & 朴正恩《我們能再次相愛嗎》（與金志秀）
- 2006年：Vibe《那男人那女人》(Feat.張惠珍)（與金志秀）
- 2006年：任宰範《站在樹蔭下》（演出、導演）

## 戲外活動
- 2007.08 首爾國際公演藝術節 宣傳大使
- 2008.04 韓國國家公園 宣傳大使
- 2008.07 第10屆 首爾國際青少年電影節（朝鲜语：서울국제청소년영화제） 評審委員
- 2009.01～2014.07 京畿道影像委員會 委員長
- 2009.07～2018.02 DMZ韓國國際紀錄片電影節 執行委員長
- 2010.08～2014.08 京畿道文化殿堂（朝鲜语：경기도문화의전당） 理事長
- 2011.01 健康保險審查評價院 宣傳大使
- 2012.03～2015.03 誠信女子大學融合文化藝術學院 媒體影像表演學系 副教授、系主任
- 2014.03～2018.02 慶星大學藝術綜合學院 戲劇電影學系電影專攻 教授

## 獲獎
- 1991年：第27屆百想藝術大賞－舞台劇部門 新人獎（戀馬狂）
- 1992年：第13屆青龍電影獎－男新人獎（用心中的刀砍去那悲傷）
- 1993年：第29屆百想藝術大賞－電影部門 男新人獎（用心中的刀砍去那悲傷）
- 1999年：KBS演技大賞－男配角獎（學校2）
- 1999年：SBS演技大賞－男配角獎（Happy Together）
- 2001年：第2屆釜山電影評論家協會獎（朝鲜语：부산영화평론가협회상）－男配角獎（打回頭的情書）
- 2001年：SBS演技大賞－十大明星賞、男子最優秀演技獎（鋼琴）
- 2002年：第38屆百想藝術大賞－電影部門 最優秀男子演技獎（壞小子）
- 2003年：MBC演技大賞－演員部門 特別演技獎（雪人）
- 2008年：MBC演技大賞－男子最優秀演技獎（New Heart）
- 2013年：第17屆蒙特婁國際奇幻影展－最佳男主角（The Weight）
- 2013年：第1屆雪梨國際電影節－故事片部門 最佳男主角（The Weight）
- 2013年：第26屆畫梅獎 最佳男演員獎（醜聞）
- 2013年：MBC演技大賞－男子黃金演技賞（醜聞）
- 2014年：第50屆百想藝術大賞－TV部門 男子最優秀演技獎（鄭道傳）
- 2014年：第3屆大田電視劇節－長篇電視劇 男子最優秀演技賞（鄭道傳）
- 2014年：KBS演技大賞－PD賞、男子最優秀演技賞（鄭道傳）
- 2015年：第27屆韓國PD大賞（朝鲜语：한국PD대상）－表演部門 演員獎 （鄭道傳）（Punch）
- 2015年：第15屆 光洲國際電影節－電視劇部門 大賞（Punch）
- 2015年：第42屆 韓國放送大賞－最佳演員獎（Punch）
- 2015年：SBS演技大賞－十大明星賞、中篇電視劇 男子最優秀演技賞（Punch）

## 外部連結
- 曹在顯在NAVER上的资料
- 曹在顯在互联网电影资料库（IMDb）上的資料（英文）
- 曹在顯在韩国电影数据库（KMDb）上的資料（韓語）